# Norrlandsturné
Norrlandsturné är en turné med Galenskaparna och After Shave från 1987
Senvåren 1987 gjorde Galenskaparna och After Shave sin första stora turné genom Sverige. Man framträdde i idrottshallar och publikintresset var enligt dem själva "enormt". Materialet i showen var till stor del hämtat från krogshowen Kabaret Kumlin, som spelats på Trädgårn i Göteborg tidigare under året.
Här fanns även klassiska nummer ur revyerna Träsmak och Cyklar, samt ett potpurri med låtar ur den populära TV-serien Macken.
Gruppens motor Claes Eriksson medverkade inte i den här showen. Han var fullt upptagen med slutredigeringen av långfilmen Leif som hade premiär i juni samma år.